# Потупа Олександр Сергійович
Олександр Сергійович Потупа ((біл.) Аляксандр Сяргеевіч Патупа) (21 березня 1945, Севастополь — 1 червня 2009, Мінськ) — фізик, філософ, письменник, популяризатор науки.

## Біографія
Закінчив кафедру квантової теорії фізичного факультету МДУ ім. М. В. Ломоносова (1967). Кандидат фізико-математичних наук (теоретична фізика, 1970). Автор близько 50 публікацій і 30 виступів на конференціях в області квантової теорії, фізики високих енергій, космології, електродинаміки.
Займався науковою роботою в Інституті фізики АН Білорусі і Білоруському державному університеті.
З 1992 року директор Центру досліджень майбутнього (прогностичні і соціологічні дослідження). Автор більше 100 публікацій у збірках і періодиці і 60 виступів на міжнародних і республіканських конференціях з проблем прогнозування, соціології, політології, економіки, права.
Доктор філософії (стратегічне прогнозування і інформаційні технології, 1995), професор, дійсний член Міжнародної академії інформаційних процесів і технологій (IAIPT), Міжнародної академії лідерів бізнесу і адміністрації (IALBA), Нью-йоркської академії наук (NYAS), Міжнародного інституту соціології), WFS (Міжнародного суспільства "Світ майбутнього"), AAAS (Американській асоціації сприяння розвитку науки), NGS (Національного географічного товариства США (IIS), член Ради ВАТІВ (Білоруської асоціації Фабрик Думки).
Видавнича діяльність (1989-1996) : організатор і генеральний директор видавничо-поліграфічної компанії "Ерідан", старого приватного видавництва Білорусі, що випускає книги, газети, журнали.
Публіцистична діяльність: більше 300 статей в газетах і журналах; член Білоруської асоціації журналістів.

## Викладання
Читав курси статистичної фізики, фізики високих енергій, фізики атомного ядра, квантової хімії і хімічної кінетики, вищої математики, історії підприємництва, проводив спеціальні лекції на міжнародних школах молодих учених.

## Громадська діяльність
Був Головою Спостережливого комітету Білоруської Правозахисної Конвенції і Спостережливого Сойма "Гельсінкі-CCI", президентом Білоруського Союзу підприємців (2001-2007), Почесний Голова БСП (2008), віце-голова Білоруської Конфедерації промисловців і підприємців, (2001-2007) член Ради Білоруської Євро-Атлантической Асоціації; робота по формуванню політико-правового простору ринкових реформ, стратегії глобальної і європейської інтеграції, еволюції 3-го сектора, правозахисна діяльність.

## Нагороди
- International Man of the Year (1997—1998, Cambridge)
- Outstanding People of the 20th Century (1999, Cambridge)
- За високі досягнення в науці (2004, IAIT, Мінськ)
- За високі досягнення в науці (золота медаль, 2005, IAIT, Мінськ).

## Книги

### Науково-популярні книги
- Потупа О. С. "Біг за безкінечністю" М.- «Молода гвардія» - 1997.- 224с.
- Потупа О. С. "Відкриття Всесвіту — минуле, теперішнє, майбутнє" Мінськ, «Юнацтва»-1991 . -558с.
- Потупа О. С. "Контакт, або Декілька думок і діалогів, підслуханих довгим зимовим вечором XXI століття» (1990).

### Художні книги
- Потупа О. С. "Фантакрим-XXI" (1989).
- Потупа О. С. "Пастка в цейтноті" (1990).
- Потупа О. С. "Щось неймовірне. Фантастичні повісті і оповідання." Мінськ, Ерідан. 1992.